# Can Peixau (Teià)
Can Peixau és una obra neoclàssica de Teià (Maresme) inclosa a l'Inventari del Patrimoni Arquitectònic de Catalunya.

## Descripció
Edifici de planta baixa, planta noble amb tres balcons, pis i terrat, a la part del darrere del qual hi ha una torre llanterna de planta quadrada. La façana mostra tots els elements ordenats simètricament respecte a un eix central. En els dos murs laterals hi ha una galeria porxada amb arcs de mig punt, d'estil totalment neoclàssic, igual que les balustrades que coronen la façana.
Sobre la façana hi ha restes de decoració pintada en forma de carreus. Es conserva molt malament.
En l'actualitat hi ha quatre vivendes dins el mateix edifici, tres d'elles deshabitades.

## Història
La primera data de construcció fou l'any 1726 i la reforma que li va donar l'aspecte actual fou realitzada l'any 1849.